# Sofía Reyes
Úrsula Sofía Piñeyro Reyes (Monterrey, 25 settembre 1995) è una cantante e attrice messicana.

## Biografia
Nasce il 25 settembre 1995 a Monterrey, Nuevo León, Messico, ma dall'età di 17 anni vive a Los Angeles, California, Stati Uniti.
Nel 2009 debutta come attrice nella serie Mi linda Anabella. Viene notata dal cantante Prince Royce, che la fa firmare per l'etichetta D'León Records, affiliata alla Warner Music Latina. Ha debuttato nel 2013 con il singolo Now Forever, che vede la collaborazione del rapper statunitense Khleo Thomas.
Il successo arriva nel 2014 con la hit Muévelo, realizzata in collaborazione con il cantante portoricano Wisin. Fa seguito il singolo Conmigo (Rest of Your Life). Nel 2015 recita nella telenovela argentina Esperanza mía.
Nel gennaio 2016 pubblica il singolo Solo yo, una ballata interpretata insieme al suo mentore Prince Royce. Il 3 febbraio 2017 pubblica il suo primo album in studio Louder!.
Nel 2018 partecipa al programma italiano Wind Summer Festival, con la canzone 1, 2, 3.

## Discografia

### Album in studio
- 2017 – Louder!
- 2022 – Mal de amores
- 2023 – Milamores

### Singoli
- 2014 – Muévelo (feat. Wisin)
- 2015 – Conmigo (Rest of Your Life)
- 2016 – Solo yo/Nobody but Me (feat. Prince Royce)
- 2016 – Llegaste tú (feat. Reykon)
- 2018 – Vamos por la estrella (feat. Paty Cantú & Kap G)
- 2018 – 1, 2, 3 (feat. Jason Derulo & De La Ghetto)
- 2019 – R.I.P. (feat. Rita Ora & Anitta)
- 2019 – Highway (con i Cheat Codes e Willy William)
- 2019 – Treehouse (con James Arthur)
- 2019 – ¿Qué ha pasao'? (con Abraham Mateo)
- 2019 – A tu manera [Corbata] (con Jhay Cortez)
- 2019 – Il tuo profumo (con Fred De Palma)
- 2020 – Idiota
- 2020 – Gotta Be Patient (con Michael Bublé e i Barenaked Ladies)
- 2020 – Cuando estás tú (con i Piso 21)
- 2020 – Never (con Awgust)
- 2020 – Échalo pa' ca (con Darell e Lalo Ebratt)
- 2020 – Life (con Maejor e Alonzo)
- 2020 – Tick Tock (con Thalía e Farina)
- 2020 – Goofy, Pt. 2 (con MishCatt e De La Ghetto)
- 2021 – Vida (con Maejor e Niack)
- 2021 – Dancing on Dangerous (con Imanbek e Sean Paul)
- 2021 – Casualidad (con Pedro Capó)
- 2021 – Mal de amores (con Becky G)
- 2022 – Marte (con María Becerra)
- 2022 – Luna

### Collaborazioni
- 2016 – How to Love (Cash Cash feat. Sofía Reyes)
- 2016 – Diggy (Spencer Ludwig feat. Sofía Reyes)
- 2017 – Tell Me (AXSHN feat. Sofía Reyes)
- 2018 – Bittersweet (Yellow Claw feat. Sofía Reyes)
- 2019 – Never Let You Go (Slushii feat. Sofía Reyes)
- 2021 – 1+1 (Sia feat. Yandel & Sofía Reyes)
- 2021 – Family (David Guetta feat. Sofía Reyes & A Boogie wit da Hoodie)

## Filmografia

### Televisione
- Mi linda Anabella – serial TV (2009)
- Esperanza mía – serial TV (2015)
- Laten corazones – programma televisivo (2015)
- Showmatch – programma televisivo (2018)
- La voz... México – programma televisivo (2018)
- The Bold Type – serie TV, 4x02 (2020)

### Spot pubblicitari
- 47 street (2015-2016)[5]
- Garnier (2017-2018)

## Teatro
- Esperanza mía, el musical (2015)

## Tournée
- 2015 – Muévelo Promo Tour
- 2017 – Louder Tour
- 2018 – Centro America Promo Tour